# چندلتی

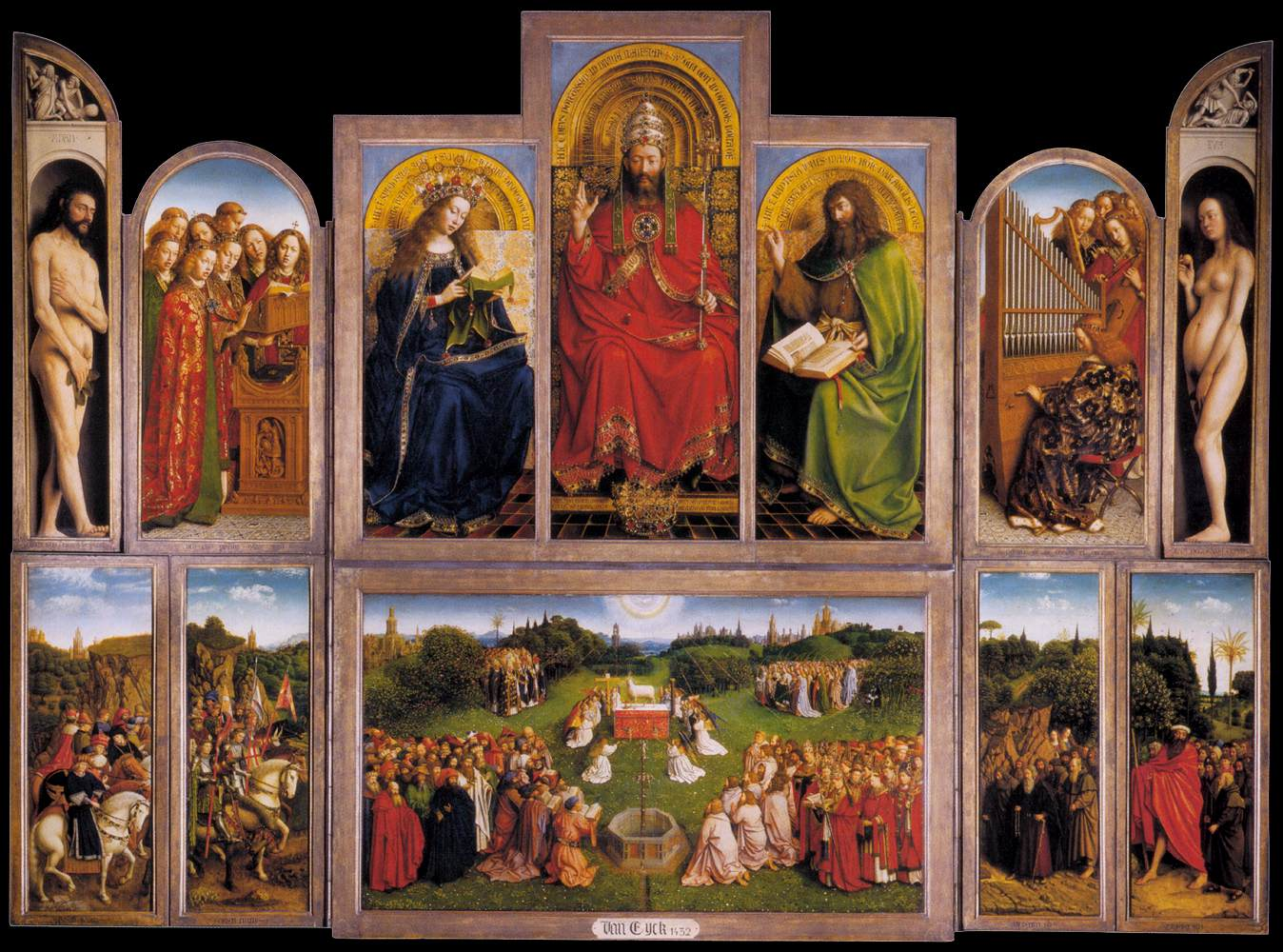
محراب گنت، اثر یان ون ایک (۱۴۳۲). وقتی تخته‌های نقاشی بسته می‌شوند، دیدِ متفاوتی وجود دارد.

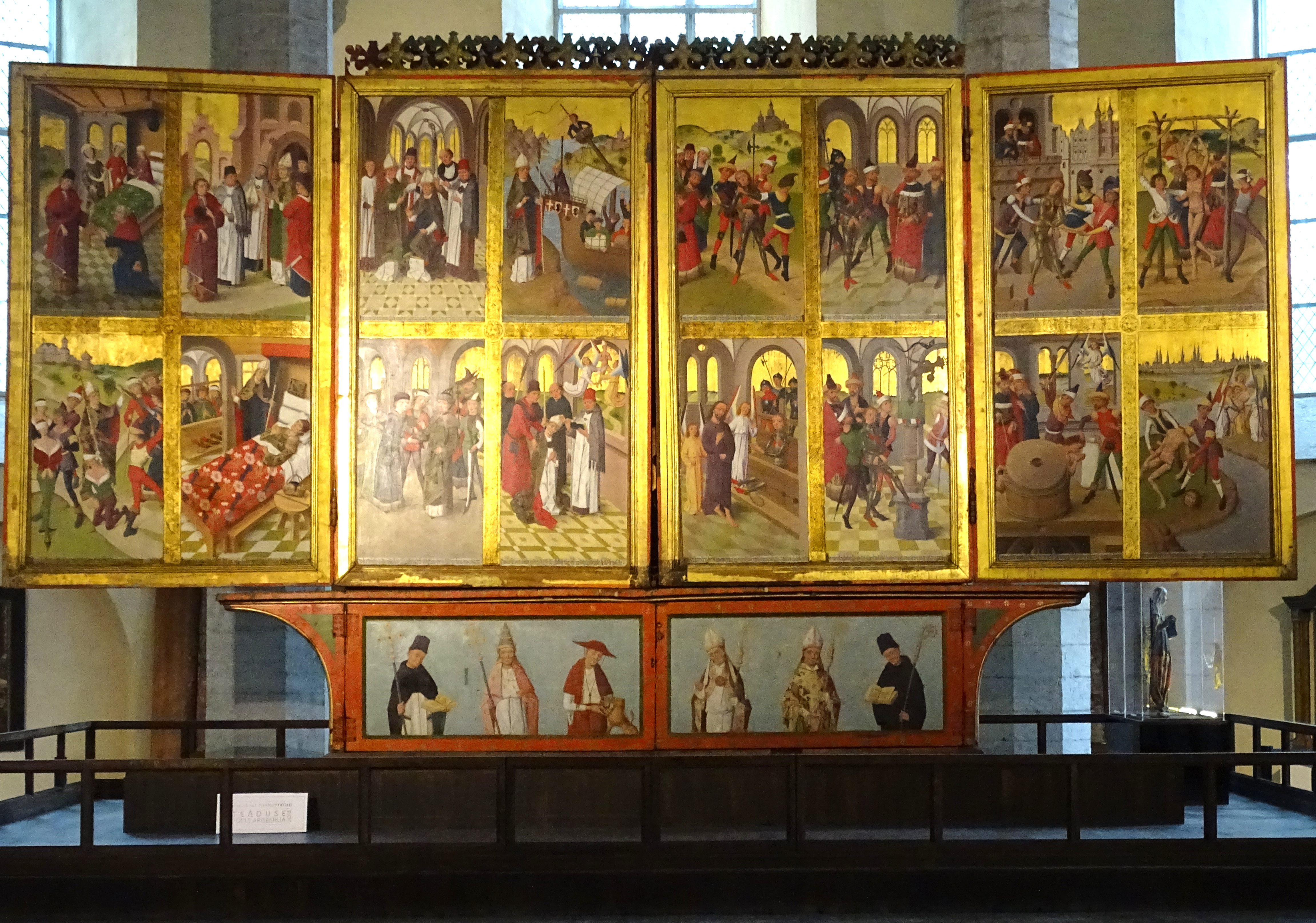
مرقع ساخته‌شده توسط کارگاه لوبک هرمن رود در ۱۴۷۸–۱۴۸۱، در محراب عالیِ کلیسای سنت نیکلاس در تالین، استونی

یک نقاشی چندلته‌ای یا چندلوحه‌ای یا مرقع یا پولیپتیک یا پُلیپتیک (در زبان یونانی: -poly "بسیار" و ptychē به معنای "تاً یا "کتاب") (به انگلیسی: Polyptych) یک نقاشی، معمولاً بر روی تخته پانل است که به بخش‌ها یا پانل‌های چندگانه تقسیم می‌شود. به‌طور خاص، دولوحی یک اثر هنری دوبخشی است؛ یک سه‌لتی کاری سه‌بخشی و چهارلتی دارای چهار قسمت است. اکثریت قریب به اتفاق نمونه‌های تاریخی، نقاشی‌هایی با موضوعات مذهبی بوده‌اند، اما در قرن بیستم این فرمت دوباره برای پرتره‌ها و موضوعات دیگر در نقاشی، عکاسی و سایر رسانه‌ها محبوب شد.
از لحاظ تاریخی، نقاشی‌های چندلوحی معمولاً یک پانل «مرکزی» یا «اصلی» را نمایش می‌دادند که معمولاً بزرگ‌ترین آن‌ها است. پانل‌های دیگر پانل‌های «جانبی» یا «بال» نامیده می‌شوند. گاهی، همان‌طور که در آثار گنت و ایزنهایم مشهود است، پانل‌های لولایی می‌توانند از نظر آرایش متفاوت باشند تا نماهای متفاوتی را در قطعه نشان دهند. پانل‌های بالایی اغلب صحنه‌های ایستا را به تصویر می‌کشند، در حالی که پانل‌های پایینی (پردلا)، اغلب صحنه‌های روایی کوچک را به تصویر می‌کشد.
به‌طور معمول، نقاشان اوایل دورهٔ رنسانس این نقاشی‌ها را خلق می‌کردند، که اکثریت آنها آثار خود را به صورت محراب در کلیساها یا خود کلیساها طراحی کردند. این شکل از هنر در میان چاپگران اوکی‌یو-ئه در دورهٔ اِدو ژاپن نیز بسیار محبوب بود.
برخی از نسخه‌های خطی قرون وسطی، به‌ویژه آثار کارولینژی، که در آن‌ها ستون‌های صفحه با حاشیه‌هایی که شبیه نقاشی‌های چندگانه است، قاب‌بندی شده‌اند.
در تاریخ قرون وسطی، معنای متفاوتی از این واژه وجود دارد: پولی‌پتیک به معنای سندی که زمین‌های متعلق به یک نجیب‌زاده را به تفصیل بیان می‌کرد. بسیاری از آن‌ها نام‌های دهقانانی که در آنجا زندگی می‌کردند را نیز ذکر می‌کردند و این امکان را به مورخان می‌داد تا تاریخ خانواده‌های دهقان را ردیابی کنند. پولی‌پتیک صومعه‌ای ایرمینون از قرن نهم میلادی نمونه‌ای از این نوع است. en:Polyptych of Irminon

## تاریخ و توسعه
در حالی که نقاشی چندلوحی به عنوان شکلی از هنر مقدس سرچشمه می‌گیرد، به عنوان اصطلاحی برای توصیف کلی هر اثر هنری تشکیل‌شده از چندین قطعهٔ هنری مانند مجسمه‌سازی، عکاسی، یا ویدئو و فرم‌های هنری مبتنی بر متن است.

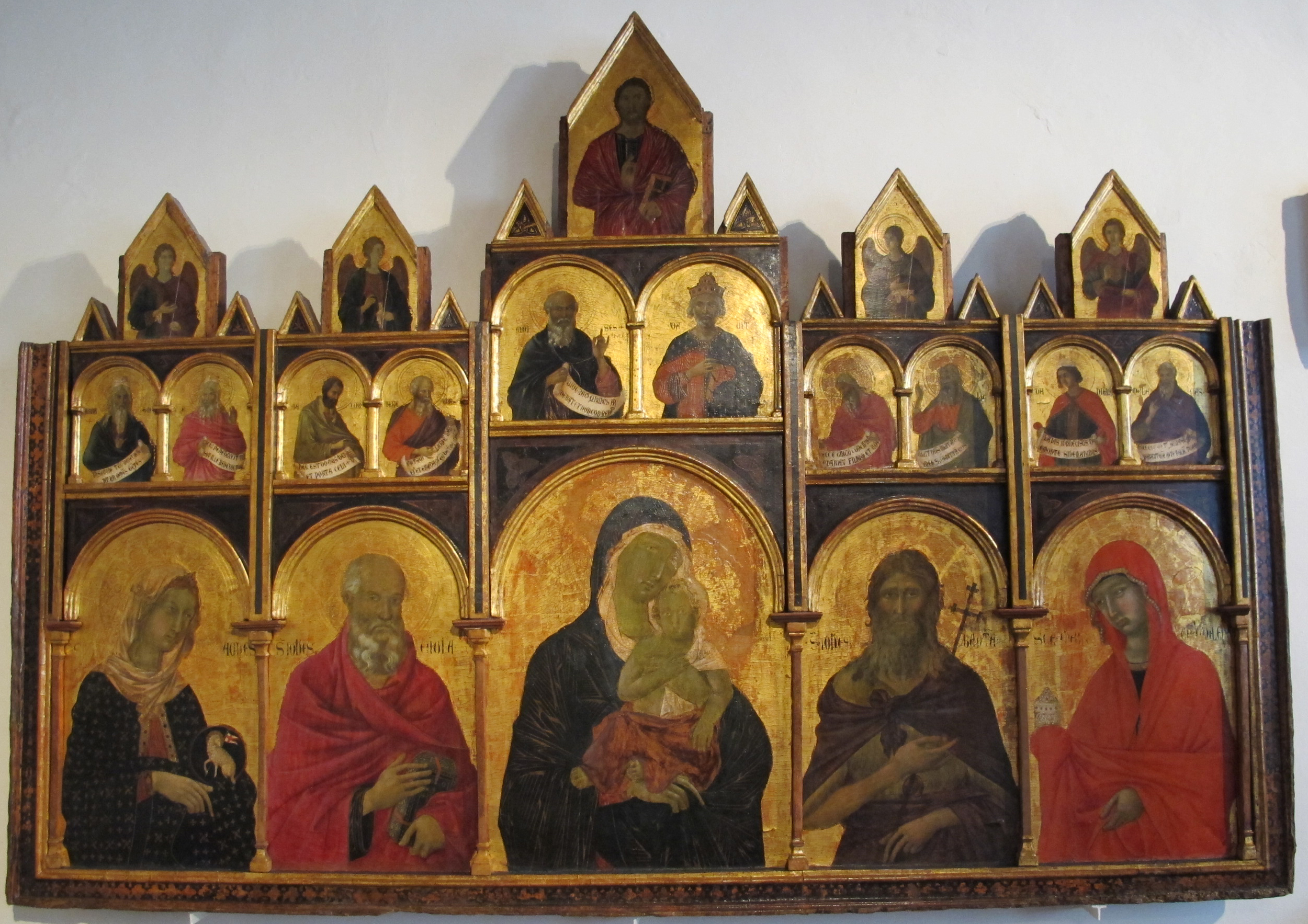
Duccio di Buoninsegna, Polyptych no. 47، ۱۳۱۵–۱۳۱۹، تمپرا و طلا روی چوب، از کلیسای گمشدهٔ بیمارستان سانتا ماریا دلا اسکالا در سیه‌نا، پیناکوتکا نازیوناله

در نقاشی‌های رنسانس اروپایی، یک چندلوحی اغلب در یک بافتار عبادی دیده می‌شود که اغلب به‌عنوان محراب دیده می‌شود. در حالی که منشأ دقیق هنر چندگانه نامشخص است، اولین نمونه‌های آن از ایتالیا در اوایل قرن چهاردهم میلادی توصیف شده است. توسعهٔ هنر کلیسا در قرن سیزدهم میلادی شاهد ادغام نمادهای بیزانسی با سبک معماری گوتیک بود. این تأثیرات دوقلو منجر به چیزی شبیه چندپتیکه رنسانس شد که امروزه قابل تشخیص است. کار دوچیو دی بوئونینسگنا که در اوایل و اواسط قرن چهاردهم میلادی در سیه‌نا فعال بود، نمونه‌ای اولیه از شکل چندلوحی با تأثیرات اولیهٔ بیزانس را ارائه می‌دهد.
تا دوران رنسانس، هم پولی‌پتیک‌های بزرگ محراب و هم نمونه‌های کوچک خانگی از مد افتاده بودند، تا حدی به این دلیل که هنرمندان ترجیح می‌دادند صحنه‌های واحد با زمینه‌ای یکپارچه نقاشی کنند، اما روبنس هنوز در اوایل قرن هفدهم محراب‌های بزرگ بالدار نقاشی می‌کرد، مانند تری‌پتیک فرود از صلیب او (۱۶۱۲–۱۶۱۴ م)، در کلیسای جامع آنتورپ، که همچنین دارای سه لته ای برافراشتن صلیب و رستاخیز او با تاریخ مشابه است. در این زمان این قالب غیرمعمول بود.